# Wolfgang Fleck
Wolfgang Fleck, nemški general, * 16. maj 1879, † 16. februar 1939.